# Ocellularia sublilacina
Ocellularia sublilacina är en lavart som först beskrevs av Ellis & Everh., och fick sitt nu gällande namn av Alexander Zahlbruckner 1923. Ocellularia sublilacina ingår i släktet Ocellularia och familjen Thelotremataceae.   Inga underarter finns listade i Catalogue of Life.